# TEAN International 2013
Il TEAN International 2013 è stato un torneo di tennis. È stata la 18ª edizione del torneo maschile fa parte della categoria ATP Challenger Tour nell'ambito dell'ATP Challenger Tour 2013, la 13a di quello femminile che fa parte della categoria ITF Women's Circuit nell'ambito dell'ITF Women's Circuit 2013. Sia il torneo maschile che quello femminile si sono giocati ad Alphen aan den Rijn nei Paesi Bassi dal 2 all'8 settembre 2013 su campi in terra rossa.

## Partecipanti singolare

### Teste di serie
| Nazionalità | Giocatore            | Ranking* | Testa di serie |
| ----------- | -------------------- | -------- | -------------- |
| Spagna      | Daniel Gimeno Traver | 61       | 1              |
| Israele     | Dudi Sela            | 77       | 2              |
| Paesi Bassi | Jesse Huta Galung    | 98       | 4              |
| Paesi Bassi | Thiemo de Bakker     | 99       | 4              |
| Belgio      | Olivier Rochus       | 142      | 5              |
| Belgio      | Ruben Bemelmans      | 154      | 6              |
| Germania    | Simon Greul          | 161      | 7              |
| Belgio      | Steve Darcis         | 164      | 8              |

- Ranking al 26 agosto 2013.

### Altri partecipanti
Giocatori che hanno ricevuto una wild card:
- Thiemo de Bakker
- Wesley Koolhof
- Miliaan Niesten
- Jelle Sels

Giocatori che sono passati dalle qualificazioni:
- Richard Becker
- Alban Meuffels
- Marek Michalička
- Peter Torebko

## Partecipanti singolare WTA

### Teste di serie
| Nazionalità | Giocatore          | Ranking* | Testa di serie |
| ----------- | ------------------ | -------- | -------------- |
| Germania    | Carina Witthöft    | 188      | 1              |
| Argentina   | María Irigoyen     | 195      | 2              |
| Paesi Bassi | Richèl Hogenkamp   | 197      | 3              |
| Francia     | Irena Pavlović     | 201      | 4              |
| Russia      | Valerija Solov'ëva | 209      | 5              |
| Stati Uniti | Julia Cohen        | 223      | 6              |
| Svizzera    | Viktorija Golubic  | 227      | 7              |
| Paesi Bassi | Lesley Kerkhove    | 251      | 8              |

- Ranking al 26 agosto 2013.

### Altre partecipanti
Le seguenti giocatrici hanno ricevuto una wild card per il tabellone principale:
- Angelique van der Meet
- Valeria Podda
- Arantxa Rus
- Mandy Wagemaker

Le seguenti giocatrici sono passate dalle qualificazioni:
- Iryna Brémond
- Lucía Cervera Vázquez
- Justine Ozga
- Bernarda Pera
- Sviatlana Pirazhenka
- Bernice van de Velde
- Eva Wacanno
- Monique Zuur
- Gabriela van de Graaf (lucky loser)

## Vincitori

### Singolare maschile
Daniel Gimeno Traver ha battuto in finale  Thomas Schoorel con il punteggio di 6–2, 6–4

### Doppio maschile
Antal van der Duim /  Boy Westerhof hanno battuto in finale  Simon Greul /  Wesley Koolhof con il punteggio di 4–6, 6–3, [12–10]

### Singolare femminile
Arantxa Rus ha battuto in finale  Carina Witthöft con il punteggio di 6–2, 2–6, 6–2

### Doppio femminile
Cindy Burger /  Daniela Seguel hanno battuto in finale  Demi Schuurs /  Eva Wacanno con il punteggio di 6–4, 6–1